# John Nettles
John Vivian Drummond Nettles, OBE (* 11. října 1943, St Austell, Cornwall) je anglický herec, historik a spisovatel, známý pro ztvárnění hlavních rolí v kriminálních televizních seriálech Bergerac a Vraždy v Midsomeru.

## Osobní život
Narodil se v obci St Austell v Cornwallu roku 1943. Po narození byl adoptován truhlářem Ericem a jeho manželkou Elsie Nettlesovými. Navštěvoval místní základní školu. Ve věku sedmi let se dozvěděl, že jeho biologická matka byla irská zdravotní sestra římskokatolického vyznání, která během druhé světové války pracovala v Anglii. Po nelegitimním porodu byla hospitalizována v psychiatrické léčebně a zemřela na tuberkulózu ve dvaceti osmi letech. Nettles nikdy nezjistil skutečnou identitu biologického otce, ale získal informaci, že otec měl bratra a dvě sestry.
V roce 1962 získal stipendium ke studiu historie a filosofie na southamptonské univerzitě. Zde také poprvé vystoupil jako herec v několika ochotnicky nastudovaných hrách.

## Herecká kariéra
V sezóně 1969-70 hrál repertoár v northcottském divadle v Exeteru a v druhém roce debutoval na filmovém plátně ve snímku Ještě jednou. Následovala postava doktora Iana Mackenzieho v seriálu A Family at War, kterou ukončil v roce 1972. Objevil se v několika epizodních rolích seriálů The Liver Birds, Dickens of London či Robin of Sherwood..
V roce 1981 přišla první výrazná příležitost, když získal part Jima Bergeraca v kriminální dramatické sérii Bergerac, odehrávající se na ostrově Jersey, s celkovým počtem 87 dílů odvysílaných do roku 1991. Po skončení tohoto projektu se na pět sezón stal součástí Královské shakespearovské společnosti, v níž se objevil v divadelních hrách Zimní pohádka, Veselé paničky windsorské, Julius Caesar, Richard III. a The Devil is an Ass. Roku 1992 si zahrál v díle seriálu Boon a o rok později pak jako Jim Bergerac v policejní parodii The Detectives.
Roku 1995 byl přizván Brianem True-Mayem, aby se podílel na novém kriminálním seriálu Vraždy v Midsomeru, v němž získal hlavní roli detektiva šéfinspektora Toma Barnabyho. Postava jej proslavila i za hranicemi Spojeného království. V únoru 2009 bylo oznámeno, že po dotočení dvou následujících sérií projekt opustí. Poslední 81. díl Fit pro vraždu s jeho obsazením, natočený v roce 2010, měl britskou televizní premiéru 2. února 2011 a Prima TV jej odvysílala 11. března téhož roku.

## Další televizní projekty
Na počátku roku 2010 dopsal a zpracoval třídílný dokumentární film Channel Islands At War (Normanské ostrovy ve válce), k 70. výročí nacistické invaze a následné okupace Normanských ostrovů. V reakci obdržel několik výhrůžných dopisů od obyvatel ostrova Jersey, kteří mu vyčítali, že v dokumentu vypadali jako kolaboranti. Na to odpověděl: „Neexistoval způsob, kterým byste se vyhli kolaboraci s okupační mocí držící vládu nad civilním obyvatelstvem. Pokud byste nebalancovali při chůzi po laně, zastřelili by vás.“ Tento postoj podpořili místní historikové a členové Společnosti okupace Normanských ostrovů (Channel Islands Occupation Society).

## Soukromý život
V roce 1966 se poprvé oženil s Joyce Nettlesovou, se kterou má dceru Emmu (nar. 1970). K rozvodu došlo roku 1979. Podruhé si vzal v červenci 1995 Cathryn Sealeyovou v Eveshamu, Worcestershire, s níž se seznámil během práce na pantomimě. K roku 2011 žili v Pyworthu, hrabství Devon.

## Ocenění
V roce 2010 byl oceněn Řádem britského impéria (OBE).

## Filmografie
- 2002 – Pes baskervillský (televizní film)
- 1998 – Fraud Squad (televizní seriál)
- 1998 – The Millennium Time-bomb
- 1998 – The Tourist Trap
- 1997 – Vraždy v Midsomeru (televizní seriál)
- 1995 – All Men Are Mortal
- 1994 – Romeo & Juliet (televizní film)
- 1981 – Bergerac (televizní seriál)
- 1980 – The Merchant of Venice (televizní film)
- 1976 – Arnhem: The Story of an Escape (televizní film)
- 1970 – A Family at War (televizní seriál)
- 1970 – Ještě jednou
- 1970 – The Red, White, and Black
- 1969 – The Liver Birds (televizní seriál)